# بطری شراب

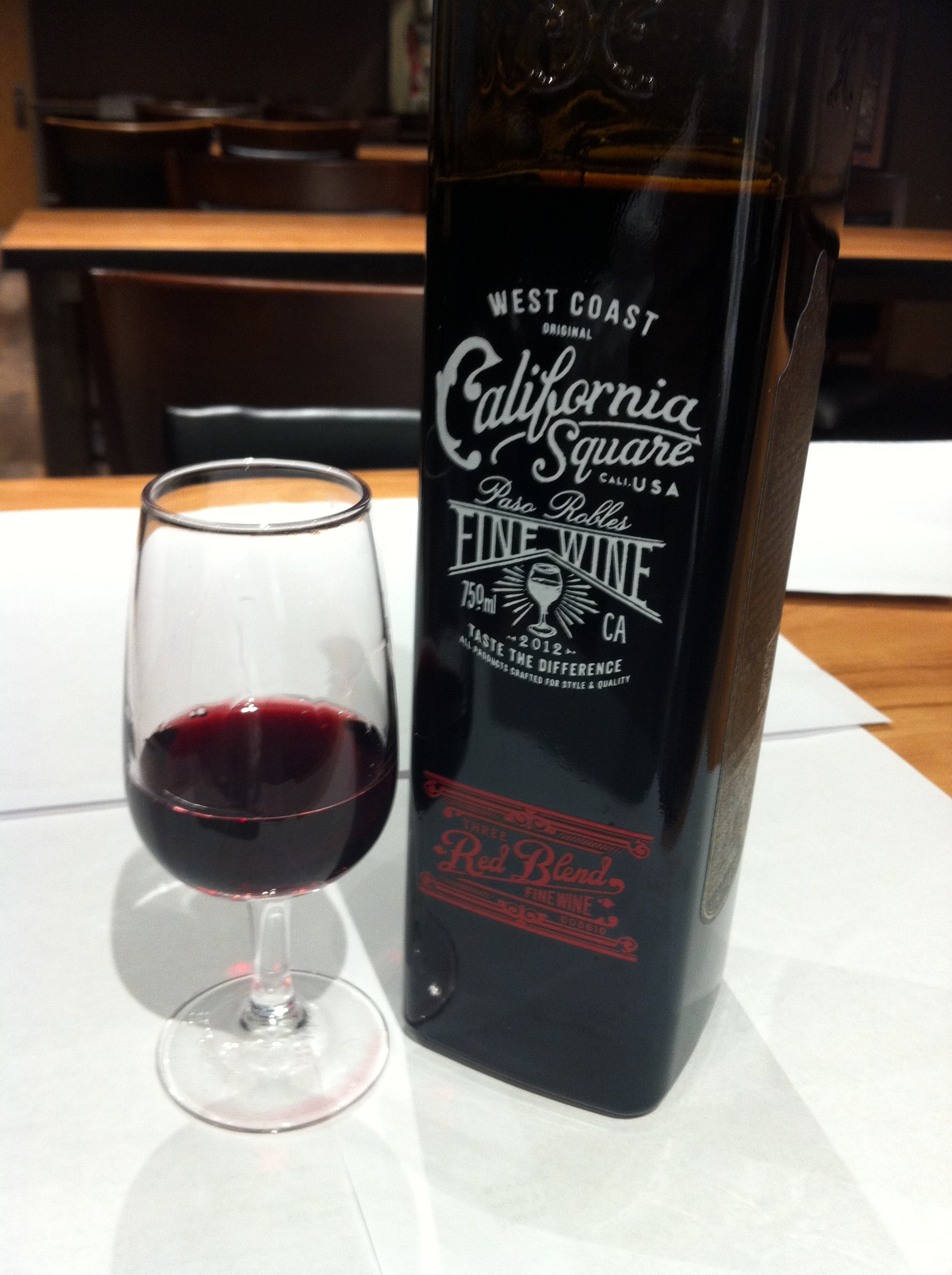
یک بطری شراب مربعی

بطری شراب (انگلیسی: Wine bottle) بطری شراب ظرفی است که به‌طور خاص برای نگهداری و سرو شراب طراحی شده‌است. معمولاً برای حفظ کیفیت شراب و نمایش رنگ آن از شیشه ساخته می‌شود. بطری‌های شراب در اشکال و اندازه‌های مختلفی وجود دارند، اما رایج‌ترین نوع آن دارای ۷۵۰ میلی لیتر (۲۵٫۴ اونس مایع) مایع است.
طراحی یک بطری شراب اغلب شامل یک گردن بلند و یک بدنه مخروطی است که به جمع‌آوری رسوب در هنگام ریختن کمک می‌کند و در هنگام ایستادن پایدار است. دهانه بطری معمولاً دارای دهانه باریکی برای کنترل جریان شراب هنگام ریختن است.
بطری‌های شراب نیز بسته‌های متفاوتی دارند. سنتی‌ترین بسته‌بندی یک درپوش چوب پنبه‌ای است که امکان ماندن (زماندهی و قدیمی کردن) تدریجی و اکسیداسیون شراب را فراهم می‌کند. با این حال، بسته‌های جایگزین مانند کلاهک‌های پیچی و چوب پنبه‌های مصنوعی به دلیل راحتی و کیفیت محبوبیت بیشتری پیدا می‌کنند.
بطری‌های شراب اغلب دارای برچسب‌هایی هستند که اطلاعاتی در مورد منشأ، نوع محصول، نوع و تولیدکننده شراب ارائه می‌دهند. برچسب‌ها همچنین ممکن است شامل علائم قانونی و گواهینامه، همراه با عناصر نام تجاری باشند.
توجه به این نکته مهم است که اندازه و شکل بطری‌های شراب و رنگ بطری، بسته به منطقه و نوع شراب می‌تواند متفاوت باشد. به عنوان مثال، شراب‌های گازدار، شراب‌های دسر، و شراب‌های غنی شده ممکن است در بطری‌های کوچکتر یا با شکل منحصر به فرد بسته‌بندی شوند.

## رنگ بطری
بطری‌های شراب اغلب برای محافظت از شراب در برابر نور مضر ماوراء بنفش (UV) رنگی می‌شوند. اشعه ماوراء بنفش می‌تواند کیفیت شراب را در طول زمان کاهش دهد و باعث پیری سریعتر آن شود و به‌طور بالقوه بر طعم آن تأثیر بگذارد. با استفاده از شیشه‌های رنگی، یک بطری شراب می‌تواند به عنوان یک مانع عمل کند و بخش قابل توجهی از اشعه ماوراء بنفش را که به‌طور بالقوه می‌تواند به شراب آسیب برساند، فیلتر کند.
شیشه‌های رنگی می‌توانند در رنگ‌های مختلفی مانند سبز، قهوه ای یا حتی آبی باشند. رنگ‌های سبز و قهوه‌ای معمولاً در بطری‌های شراب استفاده می‌شوند زیرا محافظت مؤثر در برابر اشعه ماوراء بنفش را ارائه می‌کنند. این رنگ‌ها به مسدود کردن مقدار بیشتری از نور در طیف وسیع تری از طول موج‌ها کمک می‌کنند، نوردهی شراب را به حداقل می‌رساند و به حفظ طعم، عطر و رنگ آن کمک می‌کند.
رنگ خاص انتخاب شده برای یک بطری شراب نیز می‌تواند تحت تأثیر تصمیمات بازاریابی و برندسازی قرار گیرد. سایه‌های مختلف سبز یا قهوه ای می‌تواند سطح خاصی از پیچیدگی یا سنت را منتقل کند، که با تصویری که ممکن است یک کارخانه شراب سازی بخواهد به مصرف‌کنندگان ارائه دهد، همسو است.
همه بطری‌های شراب رنگی نیستند. برخی از شراب‌سازان استفاده از بطری‌های شیشه‌ای شفاف را انتخاب می‌کنند، به‌ویژه برای شراب‌هایی که قرار است نسبتاً جوان مصرف شوند یا آنهایی که از قرار گرفتن در معرض کنترل‌شده UV سود می‌برند. با این حال، برای شراب‌هایی که برای پیری طولانی‌تر در نظر گرفته شده‌اند یا برای شراب‌هایی که در مناطقی با نور شدید خورشید فروخته می‌شوند، معمولاً شیشه رنگی برای محافظت از یکپارچگی شراب ترجیح داده می‌شود.